# 長沢広明
長沢 広明（ながさわ ひろあき、1958年（昭和33年）8月19日 - ）は、日本の政治家。東京都出身。
公明党機関紙局政治部副部長、衆議院議員（1期）、参議院議員（2期）、公明党参議院国会対策委員長、復興副大臣などを歴任した。

## 経歴

### 生い立ち
1971年3月、板橋区立板橋第四小学校を卒業した。1974年3月、板橋区立加賀中学校を卒業した。その後、東京工業大学工学部附属工業高等学校の建築科に進学した。1977年3月、東京工業大学工学部附属工業高等学校を卒業した。その後、東洋大学の社会学部に進学した。1983年3月、東洋大学を卒業した。
1983年4月、公明党機関紙局が発行する『公明新聞』の記者となる。1995年10月から政治部副部長を務める。2003年10月、『公明新聞』を退局した。

### 政治家として

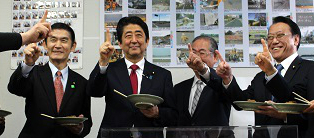
2017年4月8日、「まち・なみ・まるしぇ」にて内閣総理大臣安倍晋三（左から2人目）、復興大臣今村雅弘（左端）と

2003年11月、第43回衆議院議員総選挙にて、比例代表北関東ブロックから公明党公認で立候補し初当選を果たす。しかし、2005年8月の第44回衆議院議員総選挙では、比例代表北関東ブロックから公明党公認で立候補し落選した。さらに、2009年8月の第45回衆議院議員総選挙では、比例代表北関東ブロックから公明党公認で立候補し落選した。
2010年2月、 第22回参議院議員通常選挙の比例区の公明党公認候補として発表される。同年7月、第22回参議院議員通常選挙比例区で当選し、国政復帰を果たした。2013年8月、公明党参議院国会対策委員長に就任した。2016年7月の第24回参議院議員通常選挙では、比例区で再選を果たした。2016年8月、第3次安倍第2次改造内閣で、復興副大臣に就任した。しかし、2017年9月、第三者の女性に議員宿舎の鍵を貸与し、宿泊させたことで週刊誌に取材を受け、これを理由として26日に公明党に離党届を提出の上、参議院議員の辞職願を伊達忠一参議院議長に提出し、受理された。同時に復興副大臣を辞職した。これにより竹内真二が繰り上げ当選。

## 政策

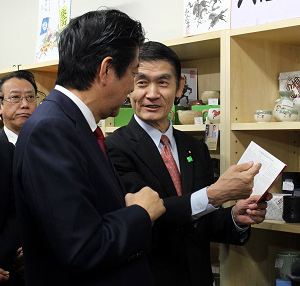
2017年4月8日、「まち・なみ・まるしぇ」にて内閣総理大臣安倍晋三（手前）、復興大臣今村雅弘（奥右）と

選択的夫婦別姓制度導入に賛成。

## 人物
趣味は「スポーツ観戦（野球・相撲・他）・ 読書」。愛読書は「竜馬が行く」。

## 略歴

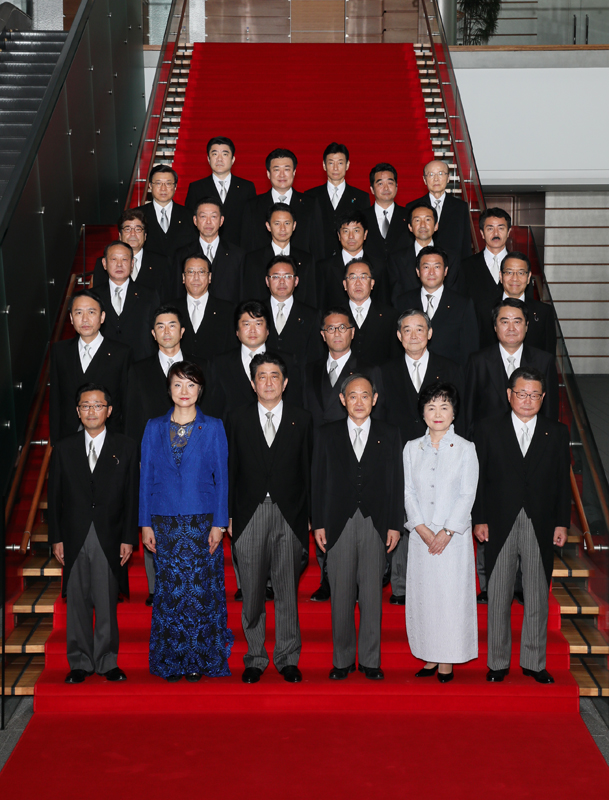
2017年8月7日、第3次安倍第3次改造内閣の副大臣辞令交付後の記念撮影にて

- 1971年3月 - 板橋区立板橋第四小学校卒業。
- 1974年3月 - 板橋区立加賀中学校卒業。
- 1977年3月 - 東京工業大学工学部附属工業高等学校建築科卒業。
- 1983年3月 - 東洋大学社会学部卒業。
- 1983年4月 - 公明新聞記者。1995年10月から政治部副部長を務める。
- 2003年10月 - 公明新聞退局。
- 2003年11月 - 第43回衆議院議員総選挙比例代表北関東ブロックから公明党公認で立候補し初当選。
- 2005年8月 - 第44回衆議院議員総選挙比例代表北関東ブロックから公明党公認で立候補し落選。
- 2009年8月 - 第45回衆議院議員総選挙比例代表北関東ブロックから公明党公認で立候補し落選。
- 2010年2月 - 第22回参議院議員通常選挙比例区の公明党公認候補として発表される。
- 2010年7月 - 第22回参議院議員通常選挙比例区で当選、国政復帰。
- 2013年8月 - 公明党参議院国会対策委員長に就任。
- 2016年7月 - 第24回参議院議員通常選挙比例区で再選。
- 2016年8月 - 第3次安倍第2次改造内閣で、復興副大臣に就任。
- 2017年9月 - 参議院議員辞職。

## 過去の役職

### 公明党
- 埼玉県本部副代表
- 市民活動局次長
- 参議院副幹事長
- 経済産業部会長代理
- 関東方面副議長

### 参議院
- 予算委員会委員
- 国家基本政策委員会委員
- 厚生労働委員会委員
- 政治倫理の確立及び選挙制度に関する特別委員会委員
- 災害対策特別委員長